# Pontus Wernbloom
Pontus Wernbloom (Kungälv, 25 de junho de 1986) é um futebolista sueco que joga como médio . Defende atualmente as cores do PAOK.

## Carreira
Está na seleção sueca desde 2007 ., fez parte do elenco da Seleção Sueca de Futebol da Eurocopa de 2016.

## Títulos
CSKA Moscou
- Campeonato Russo: 2012-13, 2013-14, 2015-16
- Copa da Russia: 2012-2013
- Supercopa da Rússia: 2014